# پرونتالول
پرونتالول (انگلیسی: Pronethalol) (Alderlin، Nethalide) یک کاندیدای بالینی اولیه مسدودکننده بتا غیرانتخابی بود. به دلیل سرطان‌زایی در موش‌ها، که تصور می‌شد ناشی از تشکیل یک متابولیت سرطان‌زای نفتالین اپوکسید باشد، هرگز از نظر بالینی استفاده نشد.